# Принудительный труд венгров в СССР

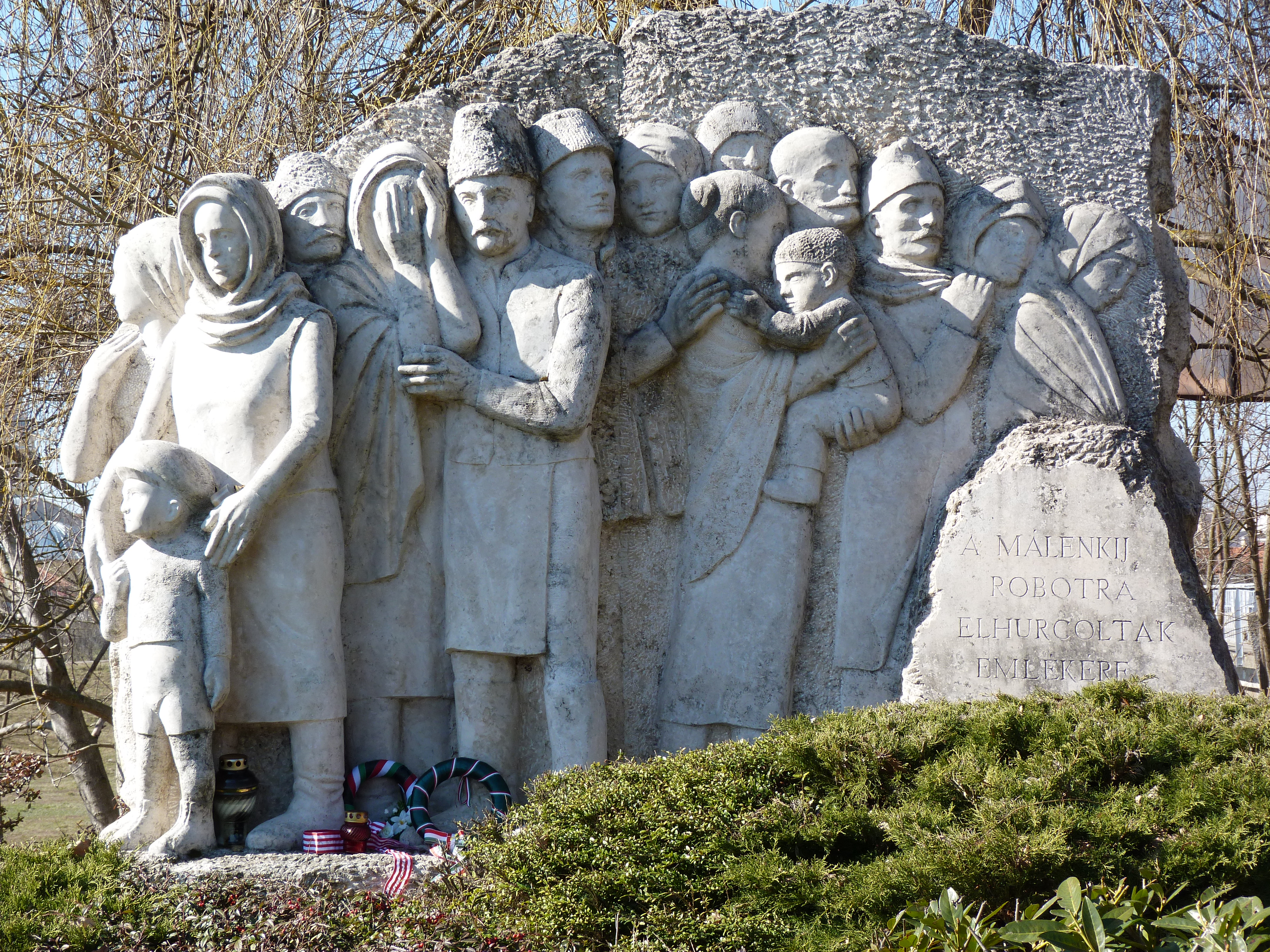
Мемориал депортированным на «Маленький робот» в Вашарошнаменье.

Принудительный труд венгров в СССР в период после окончания Второй мировой войны. Известен в Венгрии под названием «маленький робот» (венг. Málenykij robot) — искажённое русское выражение «маленькая работа» (советские военные говорили венграм, что их забирают для выполнения «маленькой работы»).

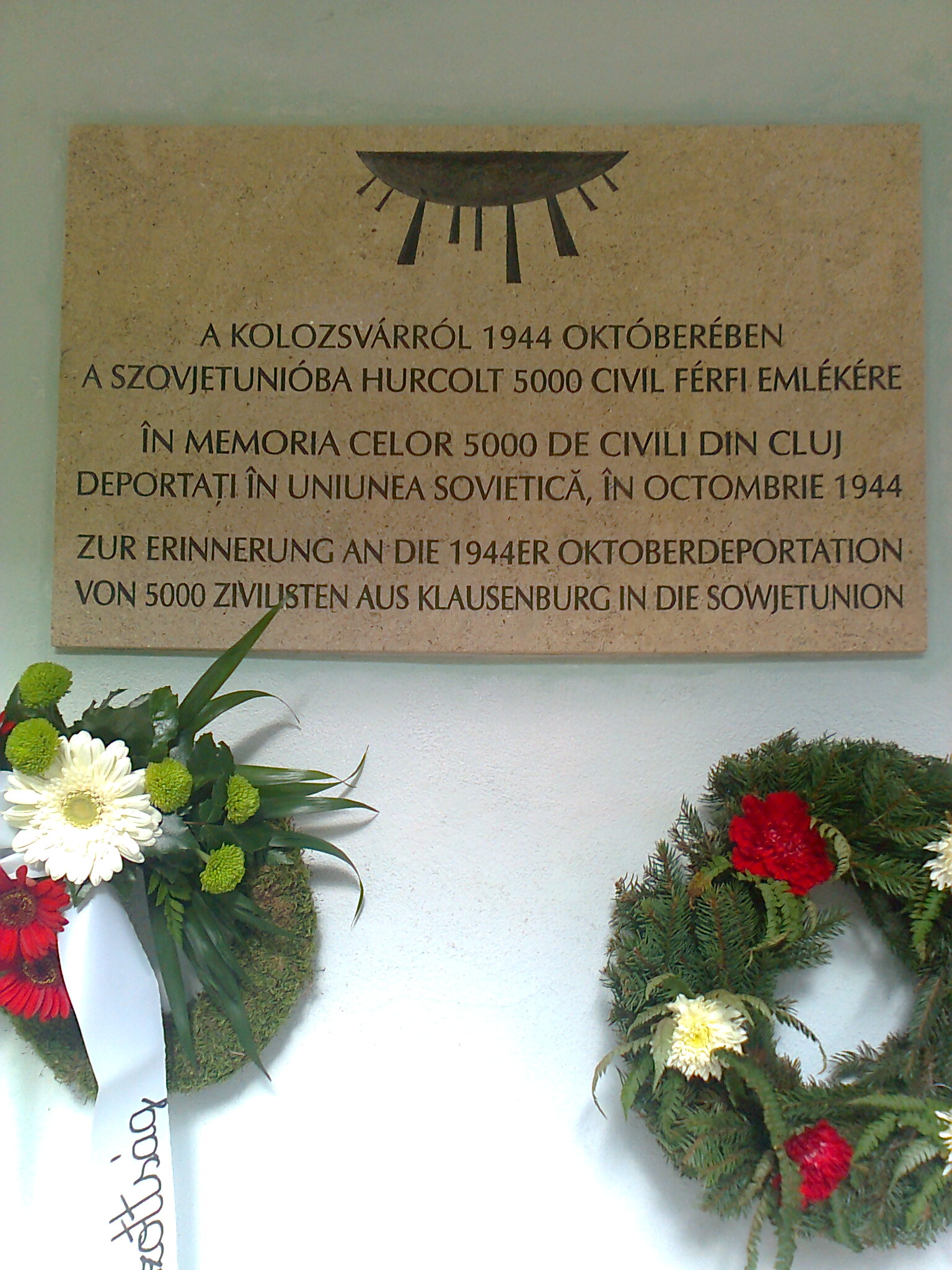
Мемориальная доска депортированным. Лютеранская часть Хажонгардского кладбища в Клуж-Напоке.

## Оценки и исследования вопроса
Венгрия с 1942 года предоставляла серьёзные военные силы, сражавшиеся на стороне немцев на советском фронте. 7 сентября 1944 года силами 2-го Украинского фронта, которым командовал маршал Малиновский, были разгромлены две румынские армии, направлявшиеся на освобождение Северной Трансильвании. Среди венгерских историков данная тема находилась под негласным запретом вплоть до поражения ВСП на выборах 1990 г. Точное число направленных на принудительные работы неизвестно — по оценкам, всего в них участвовало до 600 тыс. человек, из них 200 тыс. гражданских. Из этого числа около 200 тыс. не вернулось на родину. По другим данным[каким?], на родину не вернулись 54 755 человек. Подобные мероприятия входили в более широкую систему использования принудительного труда граждан побеждённых государств в СССР. Автор, Томас Страк, отмечает, что (венг. Tamás Stark), «доказательств этому нет».
Кроме того, не поддаётся оценкам число венгров, которые были депортированы в СССР из Трансильвании в результате изменения границ в пользу Румынии. В 1944 г. румынские власти обвинили многих венгров в организации «партизанского движения» и передали их в руки советской администрации. В начале 1945 г. в ходе «дегерманизации» все граждане Венгрии, носившие немецкие имена, были переданы советским властям в соответствии с Постановлением № 7161 Государственного комитета обороны СССР.

## Военнопленные и гражданские лица

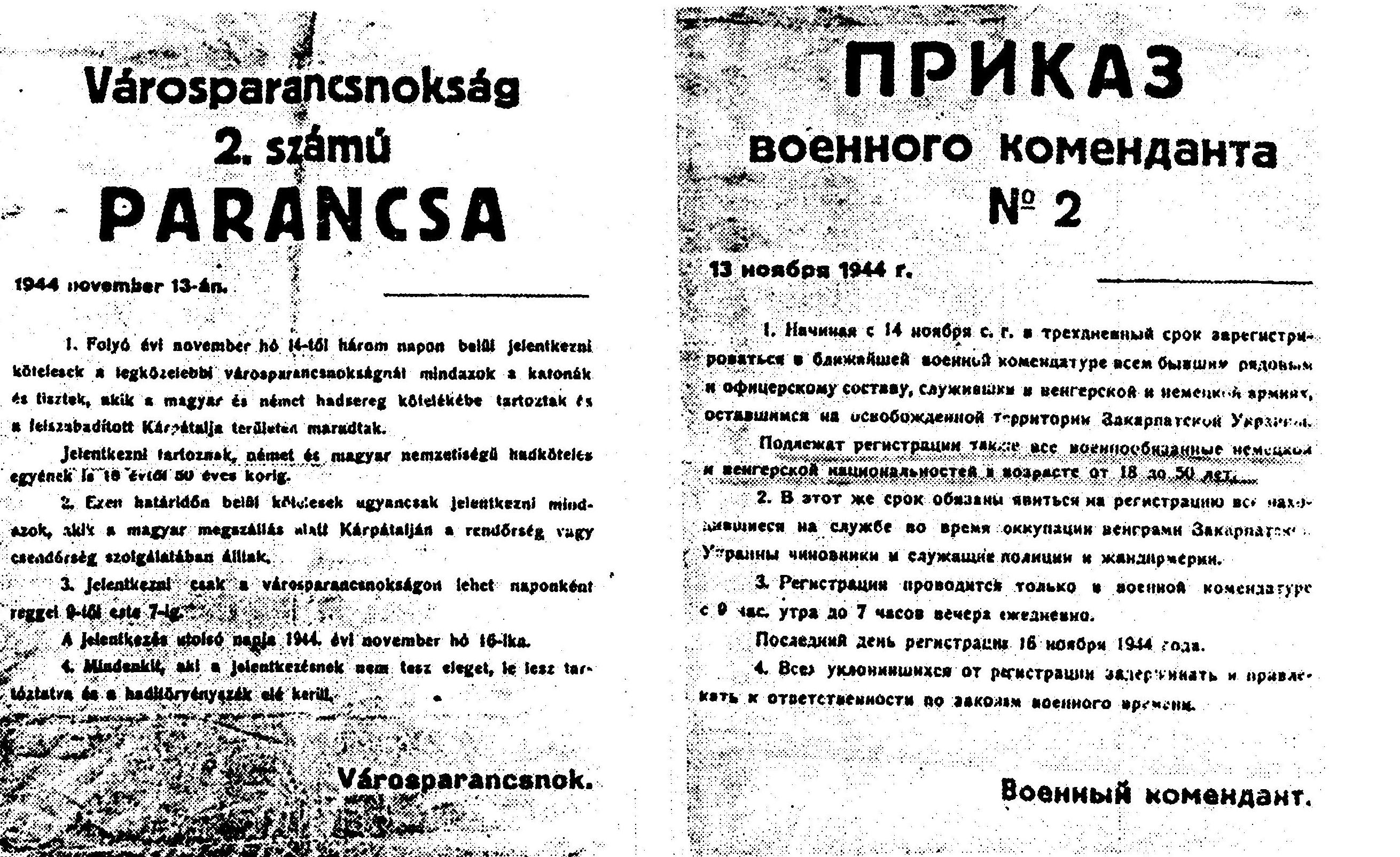
Приказ советского военного коменданта.

В постановлении военного совета 4-го Украинского фронта под № 0036 от 13 ноября 1944 г. предписывалось: «Провести регистрацию всех военнообязанных лиц в возрасте от 18 до 50 лет немецкой и венгерской национальности проживающих в настоящее время на освобожденной территории Закарпатской Украины, а также всех чиновников и служащих венгерской полиции и жандармерии, оставшихся на освобожденной территории Закарпатской Украины». Бывших солдат и офицеров венгерской армии должны были немедленно задержать, а остальных военнообязанных, проживающих на территории Закарпатской Украины, «отдельными командами при списках под конвоем направлять на пункты военнопленных». Всего за три дня, с 14 по 16 ноября 1944 г., было «зарегистрировано»: офицеров — 308 (из них 215 венгров), солдат 9 820 (5 801 венгр, 50 немцев), военнообязанных — 4893 (4820 венгров, 63 немца), полицейских и жандармов — 303 (203 венгра, 2 немца). С 18 по 21 ноября на повторную регистрацию явились и были направлены в лагеря военнопленных 9 291 человек. Из них: 139 офицеров (125 венгров и 9 немцев); 4881 солдат (4444 венгра и 19 немцев); 96 жандармов и полицейских (84 венгра и 1 немец); 4175 военнообязанных (4147 венгров и 28 немцев). «Всего за период с 18.11 по 16. 12. с.г. войсками НКВД по охране тыла задержан и направлен на пункты военнопленных — 22 951 человек, из них: солдат, сержантов и офицеров — 14 202; военнообязанных немецкой и венгерской национальности — 8 564; жандармов и полицейских — 185», — говорилось в итоговой информации от 17 декабря 1944 г., подготовленной командующему войсками 4-го Украинского фронта И. Петрову. 
28 февраля 1945 года жители Вышково направили коллективное письмо премьер-министру Венгрии Беле Миклошу, в котором говорилось: 

В Вышкове 27 ноября 1944 г. почти всех венгерских мужчин в возрасте 18-50 лет повезли в российские лагеря. От выполнения повинностей венгры Вышкова никогда не отказывались, поэтому и сейчас явились на место сбора. Дома репрессированных мужчин в очень сложных условиях заменяют слабые женщины и дети, которые надеются на скорое свидание. Но с тех пор, как несколько освобожденных, похожих скорее на живые трупы, принесли весть из лагерных списков — тихое ожидание изменилось в ужасное беспокойство и отчаяние. Несколько 45-50-летних мужчин вернулись неухоженными, в убогой одежде, с таким состоянием здоровья, что сейчас все они лежат больные и, может, уже никогда не станут здоровыми. Если они в течение семи недель в России настолько истощились, что может случиться с теми, кто находится там уже три месяца без одежды, нормального человеческого питания, обогрева, медикаментов и врача?

Из отдельных акций по депортации первой волны крупнейшая произошла в Будапеште. Один из венгерских исследователей предположил, что маршал Родион Малиновский намеренно завысил в своих докладах количество военнопленных, взятых в ходе битвы за Будапешт, включив в их число около 100 тыс. гражданских лиц, захваченных в Будапеште и пригородах. Первая волна депортаций охватила северо-запад Венгрии, на пути наступавшей Советской армии.
Вторая, более организованная волна имела место спустя 1-2 месяца, в январе 1945 г., и охватила всю Венгрию. Согласно Постановлению ГКО СССР № 7161, этнические немцы с оккупированных советскими войсками территорий, включая Венгрию, подлежали депортации на принудительные работы. Советские власти установили квоты депортации для каждого региона, и если реальное число немцев оказывалось меньше, квоту заполняли этническими венграми. Также в этот период депортации подверглись венгерские военнопленные.
Военнопленные и гражданские лица поступали в распоряжение Главного управления по делам военнопленных и интернированных (ГУПВИ) НКВД, со своей собственной системой лагерей, аналогичной ГУЛАГу.
Венгров-гражданских лиц, оказавшихся в заключении в СССР, можно разделить на несколько категорий:
- гражданские лица, задержанные как военнопленные;
- интернированные гражданские лица;
- гражданские лица, которые были отправлены не в лагеря ГУПВИ, а в лагеря ГУЛАГа в качестве политических заключенных после осуждения их советскими военными трибуналами или во внесудебном порядке (от 5 до 30 тыс. человек).

По данным справки ГУПВИ от мая 1947 года, всего поступило лишь 32 915 интернированных венгерских граждан, из них к маю 1947 года умерло 4766 человек. Но при этом отмечается, что знакомство с личными карточками венгерских военнопленных (которых было значительно больше) позволяет сделать вывод, что в их число попадали и лица, которые никогда не служили в венгерской армии. 
Депортированных перевозили в грузовых вагонах в транзитные лагеря в Румынии и Западной Украине. Выжившие сообщают о высокой смертности в лагерях и во время перевозки по различным причинам, включая эпидемию дизентерии, плохую погоду и недостаток питания.
В СССР венгры были размещены примерно по 2000 лагерям. Большая часть этих лагерей была позднее идентифицирована исследователями: 44 лагеря в Азербайджане, 158 в балтийских республиках, 131 в Белоруссии, 119 на севере РСФСР, 53 в окрестностях Ленинграда, 627 в Центральной России, 276 на Урале и 64 в Сибири.

## Политические заключённые
Третьей группой подлежащих депортации, в дополнение к военнопленным и гражданским лицам, были осуждённые советскими трибуналами за «антисоветскую деятельность». В их состав входили следующие категории:
- бывшие военнослужащие, служившие в оккупационных силах на территории СССР;
- члены полувоенной организации подростков Levente, служившие под конец войны во вспомогательных частях;
- высокопоставленные должностные лица и политики правой ориентации.

Лиц из указанных групп отправляли в лагеря ГУЛАГа чаще, чем в лагеря ГУПВИ.
В ходе десталинизации для выживших приговоры были отменены и около 3500 бывших осуждённых вернулись домой. Общее число депортированных в рамках данной группы оценивается членами организации венгров, прошедших ГУЛАГ (hu:Szorakész) в 10 тыс. человек.

## Возвращение

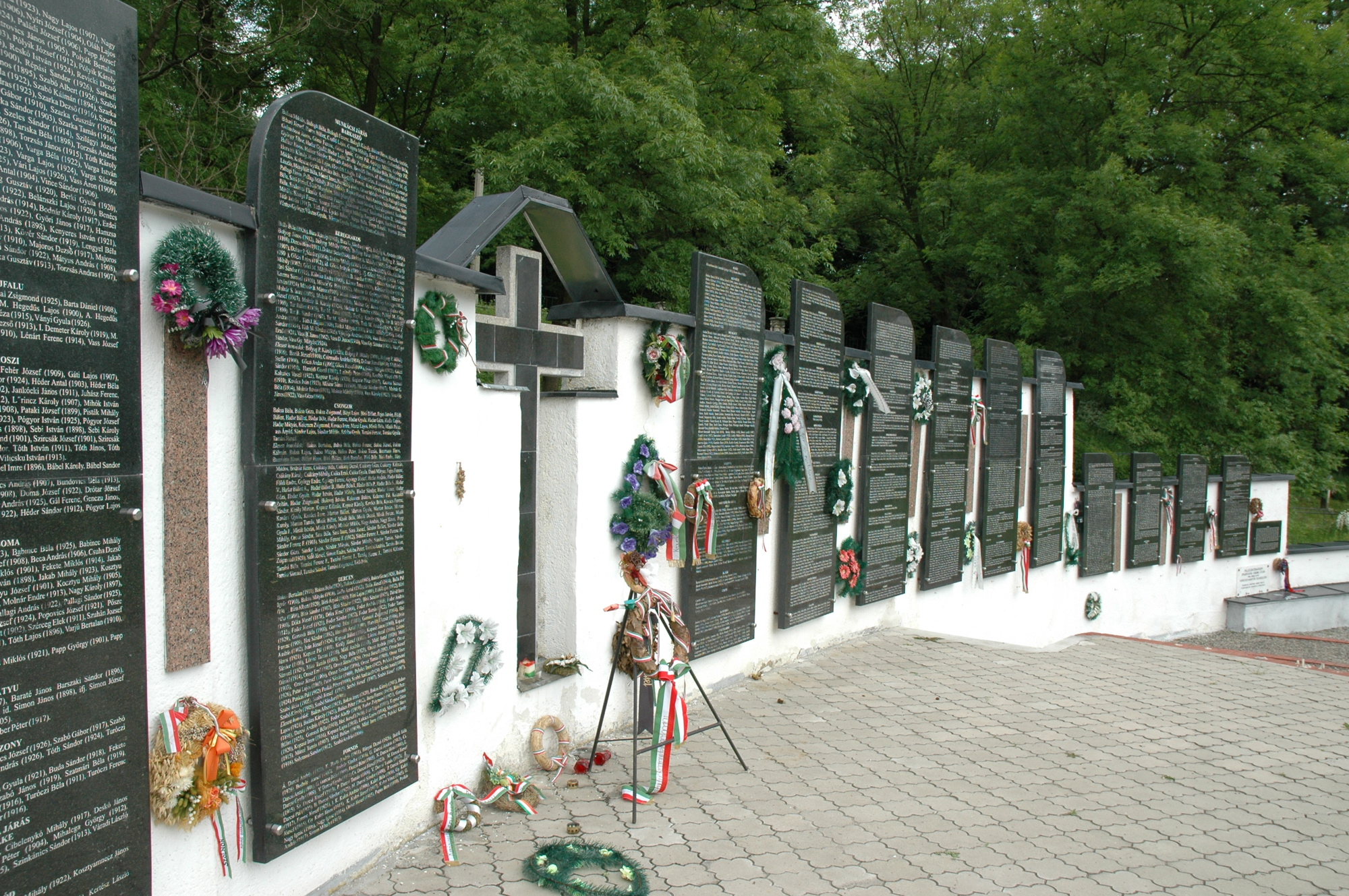
Мемориал «Маленький робот» в Сваляве.

В начале 1946 года правительство Ф. Надя начало переговоры о возвращении венгров на родину. Первая волна массовых возвращений произошла в июне-ноябре 1946 года, после чего возвращение было прервано до мая 1947 года. Последняя волна депортированных, числом около 3000 человек, вернулась только после смерти Сталина в 1953—1955 годах. Венгерские историки оценивают число возвратившихся в 330—380 тысяч человек, а погибших во время перевозки и в заключении — в 200 тысяч человек.
По российским данным, из 513 766, в Венгрию вернулись 459 011 человек, а 54 755 умерли в плену.